# Donnchad Muimnech mac Conchobair
Donnchad Muimnech mac Conchobair (mort en 1307),  est le 4e roi d'Uí Maine issu de la lignée des Ó Ceallaigh (anglicisé en  O' Kellys)  il règne de 1295 à sa mort.

## Contexte
Donnchad Muimnech est l’aîné des deux fils de   Conchobar mac Domnaill Móir et de sa seconde épouse Derbhforgaill Ní Loughlin fille de Ó Loughlin de Burren.Il succède à son demi-frère Domnall mac Conchobair.
Les Annales des quatre maîtres soulignent que  lors d'un combat à Ath-easgrach-Cuan un grand nombre d’anglais de Roscommon sont tués dont Philip et John Muinder et Main Drew, ainsi que de nombreux anonymes. Dermot Gall MacDermot, de Moylurg, Cormac Mac Kaherny, et le shériff de Roscommon, sont capturés puis remis en liberté. Ensuite la paix est conclue avec des compensations pour l'incendie de la cité par Edmund Butler. Lorsque Donnchad Muimnech meurt après avoir accompli ces exploits, l'annaliste souligne que  « sa disparition n'est pas celle d'un homme qui a vécu une vie de couardise,  mais celle d'un homme qui s'est distingué par ses prouesses et sa bravoure, et ses dons de joyaux et de richesse »
Il meurt en 1307 les Annales de Connacht notent dans l'entrée relative à son obiit qu'il était : « réputé dans toute l'Irlande pour avoir donné de la nourriture, des vêtements [aux pauvres], de l'or et du bétail, et qu'il mourut après une victoire sur le monde et le diable ! » L'un de ses fils; Tadhg Ó Cellaig, meurt peu après lui.

## Postérité
En plus de ce fils nommé Tagdh il laisse trois autres fils :
- Maine père de Pilib dont le fils Muircheartach mac Pilib  (mort le 29 septembre 1407) sera évêque de Clonfert,  il reçoit ses provisions le 6 mars 1378 et est transféré à l' Archidiocèse de Tuam [5] il est le père de Tomás [II] (mort en  1441)  brièvement évêque d'Ardfert en mars 1405 puis lui-aussi évêque de Clonfert du 11 mars 1405 à son transfert à l'archidiocèse de Tuam le 15 juillet 1438 dont il ne peut prendre possession[6]
- Áed mac Donnchada Muimnig 9e roi d'Ui Maine vers 1322-1325
- Uilliam Buidhe mac Donnchadha Muimhnigh 13e roi d'Uí Maine, ancêtre des roi d'Uí Maine postérieurs.

## Source
- (en) T.W Moody, F.X. Martin et F.J. Byrne, A New History of Ireland IX Maps, Genealogies, Lists. A companion to Irish History part II, Oxford, Oxford University Press, 2011, 690 p. (ISBN 978-0-19-959306-4).